# Gerhard Pfanzelter
Gerhard Pfanzelter (* 1943 in Innsbruck) ist ein österreichischer Diplomat. Er fungierte vom 7. September 1999 bis Ende November 2008 als ständiger Vertreter Österreichs bei den Vereinten Nationen in New York.

## Leben
Unter anderem war er 2000 Vizepräsident des ECOSOC und 2002 Vizepräsident der 57. Generalversammlung der Vereinten Nationen. Während der ersten Hälfte des Jahres 2006 agierte er als Vorsitzender der EU in New York City. Danach führte er die Kampagne für einen nicht-ständigen Sitz Österreichs im UN-Sicherheitsrat für die Periode 2009–2010.
Vorher war er als Botschafter in Senegal, Gambia, Kap Verde, Guinea-Bissau, Mali, Guinea, Mauretanien und Syrien tätig. Von 1993 bis 1999 war er Leiter der Abteilung für internationale Organisationen im österreichischen Außenministerium.
Botschafter Gerhard Pfanzelter war bisher der längst dienende österreichische Botschafter bei den Vereinten Nationen. Von 2010 bis 2012 war Botschafter Pfanzelter Generalsekretär der Zentraleuropäischen Initiative (ZEI) mit Sitz in Triest.
Gerhard Pfanzelter ist Mitglied des Vorstands der überparteilichen Österreichischen Gesellschaft für Außenpolitik und die Vereinten Nationen (ÖGAVN).

## Auszeichnungen
- 2009: Großes Goldenes Ehrenzeichen für Verdienste um die Republik Österreich[3]